# 音坑乡
音坑乡，是中华人民共和国浙江省衢州市开化县下辖的一个乡镇级行政单位。

## 行政区划
音坑乡下辖以下地区：
姚家村、杨家村、什城村、下淤村、王家店村、汶川口村、青山头村、戴家村、河山村、景峰村、华联村、明廉村、音铿村、儒山村、城畈村、对门村、底本村、泗洲村和洽川村。